# Château de Bussy (Cher)
Pour les articles homonymes, voir Château de Bussy.
Le château de Bussy, surnommé « le Bourg », est un édifice protégé des monuments historiques, situé sur la commune de Bussy, dans le département français du Cher.

## Historique
Le château faisait partie intégrante du domaine royal, de par sa proximité avec Dun-sur-Auron (anciennement Dûn-le-Roy), ancienne propriété royale.
Ce château est inscrit à l'inventaire des monuments historiques depuis 2014.

## Description
Le château est composé de trois parties : le donjon, datant du XVe siècle, le corps de logis principal et les communs en forme de  U datant tous deux du XVIIIe siècle.